# 滕納爾鎮區 (明尼蘇達州基特遜縣)
滕納爾鎮區（英語：Tegner Township）是位於美國明尼蘇達州基特遜縣的一個行政鎮區。

## 歷史
滕納爾鎮區於1882年設立，得名自瑞典作家伊薩亞斯·滕納爾（Esaias Tegnér）。

## 地方資料
滕納爾鎮區的面積為92.55平方千米，當中陸地面積為92.47平方千米，而水域面積為0.08平方千米。根據2020年美國人口普查的數據，當地共有人口38人，而人口密度為每平方千米0.41人。